# Trolelote

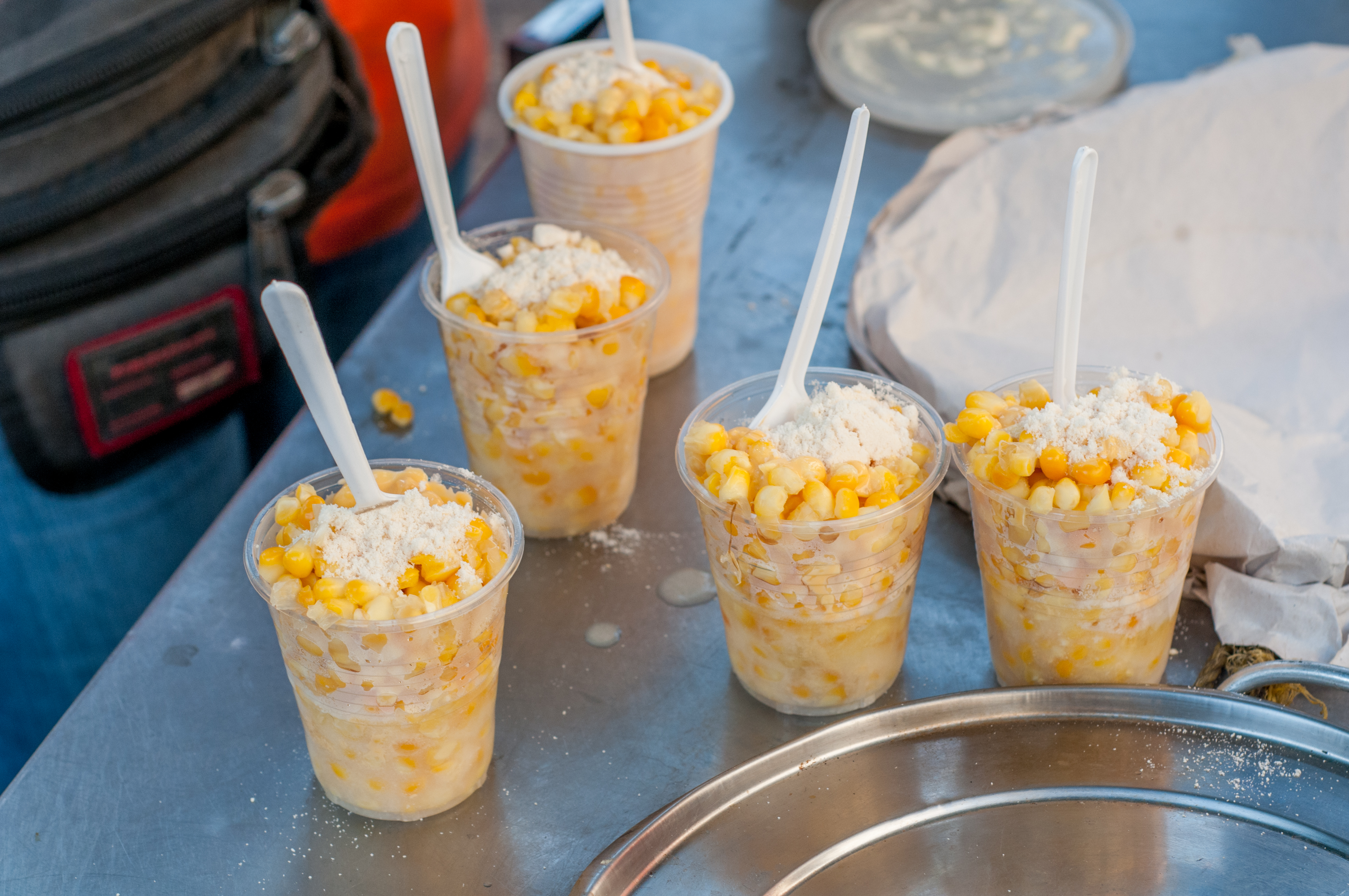
Desgranado típico de Venezuela

Se desconoce su origen exacto, se hace de maíz hervido, el cual se sirve en un vaso térmico. Se le agregan: aderezo de mayonesa, margarina, queso molido (queso de la región), jugo de limón, chile en polvo o chile en salsa con limón. Es un tentempié que se come en la playa, en las plazas o en lugares de esparcimiento. Se venden en establecimientos o en triciclos en las calles, el elote es natural, desgranado y cocido en agua.
Se tienen distintas referencias del elote en vaso al ser elaborado de una forma muy rústica derivado del esquite pero con ingredientes más actuales se tienen tres referencias más antiguas es por un lugar llamado "Elotes Micky" que estaba ubicado en la zona centro de la ciudad de Tampico Tamaulipas, México.  cerca del Palacio Municipal a principios de los años ochenta, su nombre original era "elote estilo americano" y se vendía en ese local como acompañamiento para los "Trolebuses" que eran raspados de sabores con hielo frapeado y era el producto principal de dicho local, esta golosina era originaria de la ciudad de Monterrey Nuevo Leon, cuyo nombre deriva de los Autobuses urbanos de esa ciudad, como el nombre "elote estilo americano" no era muy comercial, fusionó el nombre del "Trolebus" con el de "elote", el éxito comercial del "Trolelote" opaco al del "Trolebus" siendo este olvidado poco tiempo después.
La segunda referencia proviene de la zona media potosina en un pueblo llamado Rioverde la cual es una zona muy productora de elotes, en el libro "andares en mi San Luis Potosí" menciona un puesto ubicado en la antigua terminal de autobuses donde se servía elote desgranado hervido en agua con mayonesa, queso seco en polvo, mantequilla, crema, salsa de piquin o chile en molido de árbol, sal y limón todo revuelto en un plato este escrito procede de 1977.
Por último la tercera se hace referencia en ...Guanajuato... en un libro de una cocinera local "el banquete del pueblo" donde se hace mención del elote cocido agregándole margarina derretida, sal, chile, limón, queso y crema era un manjar muy buscado por los jóvenes y ahora por todo el pueblo referencia 1975.
Este manjar mexicano aun desconocido en muchas regiones del país es algo novedoso cada región le agrega su colorido y sabor lo que no cabe duda es que proviene de zonas productoras de maíz y de ahí se diseminó por el país.
Es muy popular también en Venezuela, donde se le conoce como desgranado de jojoto y se sirve con aderezos que le dan nombre:
- Tradicional: Crema de leche y queso rallado
- Americano: Queso fundido y tocineta picada
- Italiano: Cuatro tipos de queso.

- Datos: Q6153210